# Bundeswehrs flygvapenmuseum

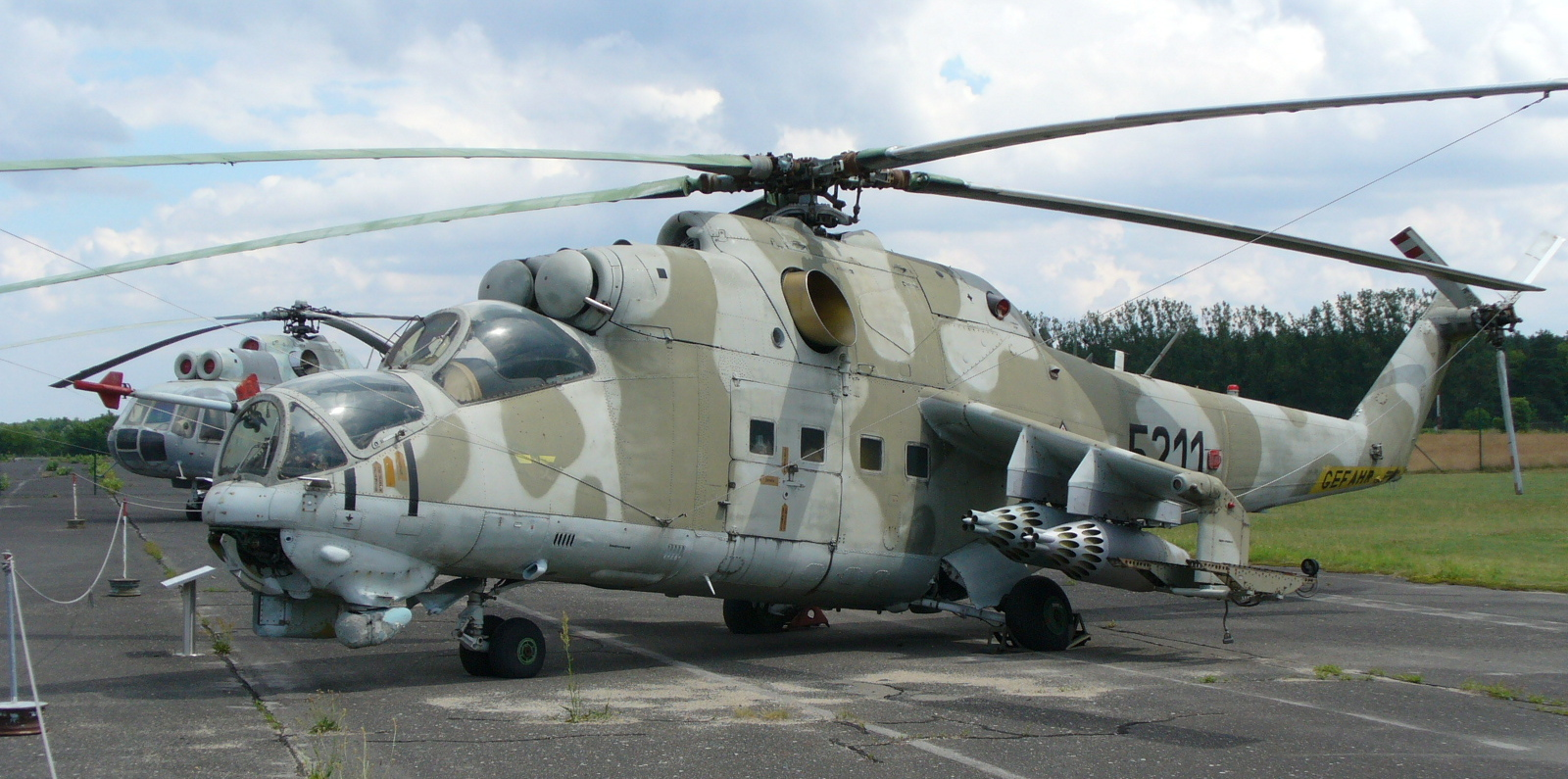
Mi-24D på Bundeswehrs flygvapenmuseum i Gatow.

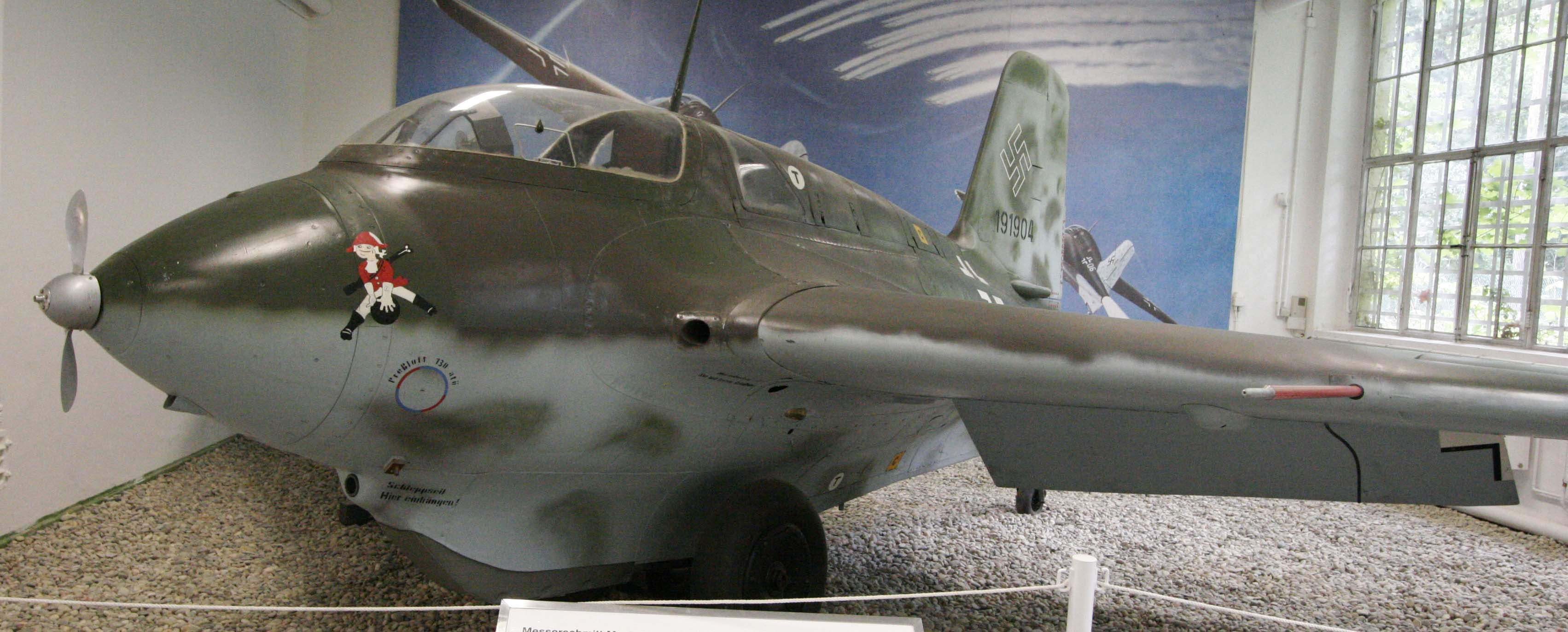
Messerschmitt Me 163 på Bundeswehrs flygvapenmuseum i Gatow.

Bundeswehrs flygvapenmuseum, Luftwaffenmuseum der Bundeswehr är ett flygvapenmuseum på Gatows flygplats i stadsdelen Kladow i Berlin.
Bundeswehrs flygvapenmuseum visar den militära flyghistorien i Tyskland. På museet finns flygplan från kejsartiden, Weimarrepubliken, Nazityskland, Nationale Volksarmee och Bundeswehr utställda. Museet är inrymt på den tidigare brittiska militärflygplatsen Gatow i sydvästra utkanten av Berlin. Det är tillsammans med Militärhistorisches Museum der Bundeswehr ett av de tyska stridskrafternas största militärhistoriska museer.